# Orion (film)
Orion är en svensk långfilm i regi av Elias Kababa, med bland andra Filip Berg, Fortesa Hoti och Johannes Brost i rollerna. Filmen producerades väsentligen ideellt, utan externt finansiellt stöd och med mycket små resurser, och produktionsbolaget bakom filmen skötte självt distributionen för biografvisningarna som ägde rum under hösten 2013 på ett 50-tal orter[källa behövs].

## Mottagande
Filmen sågades av Dagens Nyheter, Expressen, Sveriges Radio P4 och fick betyget två av Aftonbladet.

## Rollista i urval
- Filip Berg  som Tony Lundblad
- Fortesa Hoti som Anna Liljeholm
- Johannes Brost som Glenn Wiil
- Jessica Zandén som Lena Lundblad
- Dogge Doggelito som butiksägaren
- Peter Jankert som läraren